# Rina Aiuchi
Rina Aiuchi (愛内里菜 Aiuchi Rina), född den 31 juli 1980 i östra Osaka i Japan, är en japansk sångerska. Hon skriver sina texter själv och tillhör Giza studio-gruppen. Hon debuterade som 19-åring den 23 mars 2000 med singeln "Close To Your Heart" och har sedan dess släppt en mängd singlar, album och DVD:er och är ett av de större namnen inom J-Pop.

## Karriär
Aiuchi debuterade som 19-åring den 23 mars 2000 med singeln "Close To Your Heart". 25 oktober släppte hon sin fjärde singel "恋はスリル、ショック、サスペンス" (Koi wa suriru, shokku, sasupensu) som blev introlåten till animen Mästerdetektiven Conan. Huvudkaraktären Conan som dansar Para para till låten i animeintrot hjälpte låten att kliva upp på en för Aiuchi personbästa 5:e-plats på Oricons veckolista, hennes första topp-10-placering. Sedan dess har 16 av hennes singlar nått topp-10-placeringar.
Den 24 januari 2001 släppte Aiuchi sitt första album Be Happy som placerade sig 3:a på Oricons albumlista. Den 3 mars släppte hon sin 7:e singel "NAVY BLUE" som uppmärksammades då den var hennes första ballad. Singeln placerade sig tvåa och blev hennes bästsäljande singel dittills.
Aiuchis nionde singel I can't stop my love for you♥ släpptes den 10 april 2002 och blev hennes andra introlåt till Mästerdetektiven Conan. Låten rankades tvåa på Oricons hitlista. Den 15 maj samma år utkom hennes andra album POWER OF WORDS som lades sig etta på Oricons hitlista och gav henne ett nytt försäljningsrekord. De följande 16 dagarna genomförde hon en nationell tour där hon framföre åtta framträdanden på sex olika platser.
Den 8 november 2003 startade hon en kortare tour med 4 spelningar där hon bland annat framförde låter från sitt senaste album A.I.R. På nyårsafton 2003 uppträdde hon på den årliga musikshowen Kouhaku uta gassen.

## Diskografi

### Singlar
1. Close To Your Heart (23 mars 2000) #19
2. It's crazy for you (31 maj 2000) #16
3. Ohh! Paradise Taste!! (26 juli 2000) #23
4. 恋はスリル、ショック、サスペンス [Koi wa SURIRU, SHOKKU, SASUPENSU] (25 oktober 2000) #5 (Aiuchis näst mest sålda singel[1])
5. FAITH (11 april 2001) #8
6. Run up (27 juni 2001) #7
7. NAVY BLUE (3 oktober 2001) #2 (Aiuchi mest sålda singel[1])
8. Forever You ～永遠に君と～ [Forever You ~Eien ni Kimi to~] (14 februari 2002) #5
9. I can't stop my love for you♥ (10 april 2002) #2 (Aiuchis tredje mest sålda singel[1])
10. Sincerely Yours/Can you feel the POWER OF WORDS? (1 augusti 2002) #4
11. Deep Freeze (20 november 2002) #3
12. 風のない海で抱きしめて [Kaze no nai Umi de Dakishimete] (15 januari 2003) #3
13. FULL JUMP (14 maj 2003) #3
14. Over Shine (30 juli 2003) #6
15. 空気 [Kuuki] (15 oktober 2003) #7
16. Dream×Dream (28 april 2004) #6
17. START (26 maj 2004) #8
18. Boom-Boom-Boom (20 oktober 2004) #11
19. 赤く熱い鼓動 [Akaku Atsui Kodou] (4 maj 2005) #7
20. ORANGE★NIGHT (2 november 2005) #12
21. GLORIOUS/PRECIOUS PLACE (29 mars 2006) #5
22. MIRACLE (3 maj 2006) #11
23. 薔薇が咲く 薔薇が散る [Bara ga Saku, Bara ga Chiru] (1 januari 2007) #15
24. Mint (15 augusti 2007) #21
25. 眠れぬ夜に/PARTY TIME PARTY UP [Nemurenu Yo ni/PARTY TIME PARTY UP] (19 december 2007) #8
26. I believe you ～愛の花～ [I believe you ～Ai no Hana～] (7 maj 2008) #17
27. 君との出逢い ～good bye my days～ [Kimi to no Deai ～good bye my days～] (15 oktober 2008) #20
28. Friend / Sugao no Mama (17 december 2008) #8
29. アイノコトバ [Ai no Kotoba] (11 februari 2009) #17
30. Story / Summer Light (22 juli 2009) #9
31. MAGIC (21 oktober 2009) #17
32. Hanabi (28 juli 2010) [2]

### Nedladdningsbara singlar
1. GOOD DAYS (14 april 2010)
2. Sing a Song (26 maj 2010)

### Album
| Titel          | Utgivningsdatum  | Topplacering | Sålda ex. |
| -------------- | ---------------- | ------------ | --------- |
| Be Happy       | 24 januari 2001  | 3            | 307 000   |
| POWER OF WORDS | 15 maj 2002      | 1            | 419 000   |
| A.I.R.         | 15 oktober 2003  | 1            | 182 000   |
| PLAYGIRL       | 15 december 2004 | 7            | 108 000   |
| DELIGHT        | 31 maj 2006      | 4            | 51 000    |
| TRIP           | 21 maj 2008      | 10           |           |
| THANX          | 25 mars 2009     | 12           |           |
| COLORS         | 24 mars 2010     | 48           |           |